# Route nationale 536 (Belgique)
Pour les articles homonymes, voir Route nationale 536 (homonymie).
La route nationale 536 est une route nationale de Belgique de 2,0 kilomètres qui relie La Louvière à Haine-Saint-Pierre.

## Communes sur le parcours
- Région wallonne
  -  Province de Hainaut
    - Houdeng-Aimeries
    - Haine-Saint-Pierre